# Brian Markinson
Brian Markinson (nacido el 1 de septiembre de 1961) es un actor estadounidense de cine y televisión. Es conocido por su actuación como el Abogado General de los EE. UU. Russert en Shooter, Whelan en Godzilla, y por su papel de apoyo en Ángeles en América.

## Vida personal
Nacido en Brooklyn, Nueva York, Markinson se graduó en la Academia americana de Artes Dramáticas en 1983. Se trasladó a Los Ángeles en 1989 y vivió allí diez años. Fue en Los Ángeles donde se casó con la canadiense Nancy Kerr, en esa misma ciudad tuvieron a sus hijos Isaac y Evan Markinson en los 90 tardíos.  En 1999 la familia se trasladó a Vancouver, Canadá, donde se estableció como actor de carácter prolífico, con casi 150 películas, series televisivas y créditos de películas de televisión hasta la actualidad.

## Carrera
Uno de los papeles más prominentes de Markinson fue el de ser Jefe de Policía Bill Jacobs en La investigación de Da Vinci  y La Sala de Ciudad de DaVinci. También ha aparecido en Continuum, Aire Ártico, Viajero, NCIS, La Palabra L, NYPD Azul, Psych, Sobrenatural, Tocando Mal, Ángel Tomado , Oscuro, UC: Undercover, Stargate SG-1, Star Trek: La nueva generación, Star Trek: Espacio Profundo Nueve, Star Trek: Voyager,  Expediente - X, Milenio, Hombres Locos, Fargo, la película de televisión Afortunada 7 y  apareció en la película La guerra de Charlie Wilson.

## Filmografía
| Año     | Título                                            | Función                                                                                        | Notas |
| ------- | ------------------------------------------------- | ---------------------------------------------------------------------------------------------- | --- |
| 1993    | Ley y Orden                                       | El episodio "Extendió Familiar"                                                                | |
| 1994    | Lobo                                              | Detective Wade                                                                                 | |
| 1994    | Star Trek: La nueva Generación                    | Vorin                                                                                          | El episodio "De vuelta a casa"                                                                               |
| 1994    | Testigo de ejecución                              | Kirby Jacobs                                                                                   | Película de televisión                                                                                       |
| 1995    | Apolo 13                                          | Rata de plataforma                                                                             | |
| 1995    | Star Trek: Voyager                                | Peter Durst / Sulan                                                                            | Episodios "Cathexis" y "Caras". En "Caras", el carácter Sulan grafts la cara de Peter Durst sobre su propio. |
| 1996    | Alien Nation: Milennium                           | Jason Webster                                                                                  | Película de televisión                                                                                       |
| 1997    | Star Trek: Espacio Profundo Nueve                 | Doctor Elías Giger                                                                             | Episodio: "En las Tarjetas"                                                                                  |
| 1998    | Enemigo del Estado                                | Abogado Brian Blake                                                                            | |
| 2003    | Ángeles en América                                | Martin Heller                                                                                  | HBO miniserie de televisión                                                                                  |
| 2004    | La investigación Da Vinci                         | Jefe de policía Bill Jacobs                                                                    | |
| 2004    | Tocando Mal                                       | Agente Charles Bernal                                                                          | |
| 2004    | 10,5                                              | Daniel, el consejero del Presidente                                                            | |
| 2004    | El Club de Supervivientes                         | David Precio                                                                                   | |
| 2005–06 | La sala de ciudad de Da Vinci                     | Jefe policial Bill Jacobs                                                                      | |
| 2005    | Caballeros del Del sur Bronx                      | Arnie                                                                                          | |
| 2005    | Afortunado 7                                      | Bernie Myer                                                                                    | |
| 2005    | Sobrenatural                                      | Jerry Panowski                                                                                 | |
| 2005    | La Zona Muerta                                    | El Coleccionista/ Hombre Enmascarado                                                           | |
| 2005    | Ciudad de plaga: SARS en Toronto                  |                                                                                                | |
| 2006    | Firestorm: Última Posición en Yellowstone         | Scott Clark                                                                                    | |
| 2006    | Salvado                                           | Peter                                                                                          | |
| 2006    | Psych                                             | Hiltz Kooler                                                                                   | |
| 2006    | Asesinato en Paseo Agradable                      | Bob Hilland                                                                                    | |
| 2006    | Runaway Vacaciones                                | Garry Moiphine                                                                                 | |
| 2006    | Del norte de Hope                                 | Al                                                                                             | |
| 2006    | Prairie Gigante: La Historia de Douglas del Tommy | Jimmie Gardiner                                                                                | |
| 2007–09 | La Palabra L                                      | Aaron Kornbluth                                                                                | |
| 2007    | La guerra de Charlie Wilson                       | Paul Brown                                                                                     | |
| 2007    | Mujer bíonica                                     | Vincent Aldridge                                                                               | |
| 2007    | Viajero                                           | Ellington                                                                                      | |
| 2007    | Shooter                                           | Abogado General de los Estados Unidos Russert                                                  | |
| 2007    | NCIS                                              | Marino EOD Sgt. Dan Trask                                                                      | |
| 2008    | Efectos personales                                | Finneran                                                                                       | |
| 2008    | La Calidad de Vida                                | Jefe de policía Bill Jacobs                                                                    | |
| 2008    | Mayerthorpe                                       | James Roszko                                                                                   | |
| 2009    | Jugando para Mantiene                             | Daryl                                                                                          | |
| 2009    | Frankie y Alice                                   | Dr. Warren Backman                                                                             | |
| 2009    | Nora Roberts' Mediodía Alto                       | Cpt. David McVee                                                                               | |
| 2009    | Punto de inflamación                              | Dale Murray                                                                                    | |
| 2009–10 | Caprica                                           | Jordania Duram                                                                                 | |
| 2010    | Destrozado                                        | Dr. Ryan Disilvio                                                                              | |
| 2010    | Perro triple                                      | Principal Scalco                                                                               | |
| 2011    | Santuario                                         | Greg Addison                                                                                   | |
| 2011    | El Juego de Asesinato                             | Det. Robert Spiro/ Dom/Kevin Shaw                                                              | |
| 2012    | Flecha                                            | Adam Caza                                                                                      | |
| 2012    | Ahorrar esperanza                                 | Sgt. Jimmy Howard                                                                              | |
| 2012    | El Asesinato                                      | Gil Sloane, un agente policial retirado y Det. Los narcóticos del titular patrocinador Anónimo | |
| 2012-13 | Battlestar Galáctica: Blood and Chrome            | Comandante de la Galáctica Silas Nash                                                          | |
| 2012-14 | Aire ártico                                       | Ronnie Dearman                                                                                 | |
| 2012-15 | Continuum                                         | Inspector de Departamento de la policía de Vancouver Dillon                                    | |
| 2013    | Hombres locos                                     | Dr. Arnold Rosen                                                                               | |
| 2013    | 12 Rondas 2: Reloaded                             | Heller                                                                                         | |
| 2014    | Godzilla                                          | Whelan                                                                                         | |
| 2015-17 | La guía de novias para divorciar                  | Albert                                                                                         | |
| 2015    | Zombie                                            | Dr. Holanda                                                                                    | |
| 2016    | La sección Romeo                                  | Norman                                                                                         | |
| 2017    | Salvación                                         | Randall Calhoun                                                                                | |
| 2017    | Dejado el Correcto Uno En                         | Brunner                                                                                        | |